# Valdelacasa de Tajo
Valdelacasa de Tajo – gmina w Hiszpanii, w prowincji Cáceres, w Estramadurze, o powierzchni 72,9 km². W 2011 roku gmina liczyła 468 mieszkańców.